# Marionetter (film fra 1934)
 For alternative betydninger, se Marionetter. (Se også artikler, som begynder med Marionetter)
Marionetter (russisk: Марионетки) er en sovjetisk film fra 1934 instrueret af Jakov Protasanov.
Filmen er anti-fascistisk og anti-kapitalistisk og er en hybrid af flere genrer: musical, komedie, social satire og politisk propaganda.

## Medvirkende
- Anatolij Ktorov
- Nikolaj Radin
- Valentina Tokarskaja
- Konstantin Zubov
- Sergej Martinson
- Mikhail Sjarov